# Skateboarding la Jocurile Olimpice de vară din 2020 - park feminin
Proba de skateboarding park feminin de la Jocurile Olimpice de vară din 2020 va avea loc la 4 august 2021 la Ariake Urban Sports Park.

## Program
Orele sunt ora Japoniei (UTC+9) 
| Data                    | Timp | Etapă             |
| ----------------------- | ---- | ----------------- |
| Miercuri, 4 august 2021 | 9:00 | Calificări Finala |

## Rezultate

### Calificări
Primele 8 skateboarderi s-au calificat în finală.
| Loc | Serie | Skateboarder         | Țară                       | Run    | Run   | Run   | Note |
| Loc | Serie | Skateboarder         | Țară                       | 1      | 2     | 3     | Note |
| --- | ----- | -------------------- | -------------------------- | ------ | ----- | ----- | ---- |
| 1   | 4     | Misugu Okamoto       | Japonia                    | 54,31  | 55,59 | 58,51 | C    |
| 2   | 3     | Sky Brown            | Marea Britanie             | 55,26  | 57,40 | 40,03 | C    |
| 3   | 2     | Kokona Hiraki        | Japonia                    | 49,44  | 52,46 | 6,06  | C    |
| 4   | 1     | Sakura Yosozumi      | Japonia                    | 42,50  | 45,93 | 45,98 | C    |
| 5   | 4     | Bryce Wettstein      | Statele Unite ale Americii | 44,50  | 2,70  | 40,03 | C    |
| 6   | 4     | Poppy Olsen          | Australia                  | 44,03  | 38,04 | 34,37 | C    |
| 7   | 3     | Yndiara Asp          | Brazilia                   | 43,23  | 6,64  | 21,84 | C    |
| 8   | 1     | Dora Varella         | Brazilia                   | 31,53  | 41,59 | 13,86 | C    |
| 9   | 1     | Lilly Stoephasius    | Germania                   | 38.,37 | 24,33 | 10,07 |      |
| 10  | 4     | Isadora Pacheco      | Brazilia                   | 36,71  | 2,13  | 37,08 |      |
| 11  | 2     | Jordyn Barratt       | Statele Unite ale Americii | 35,22  | 19,34 | 23,44 |      |
| 12  | 2     | Brighton Zeuner      | Statele Unite ale Americii | 31,21  | 33,25 | 34,06 |      |
| 13  | 3     | Madeleine Larcheron  | Franța                     | 32.34  | 26,42 | 32,15 |      |
| 14  | 2     | Lizzie Armanto       | Finlanda                   | 24,26  | 22,76 | 30,01 |      |
| 15  | 4     | Xin Zhang            | China                      | 23,25  | 23,03 | 28,16 |      |
| 16  | 3     | Julia Benedetti      | Spania                     | 27,76  | 27,50 | 22,31 |      |
| 17  | 3     | Amelia Brodka        | Polonia                    | 6,00   | 20,17 | 18,20 |      |
| 18  | 1     | Bombette Martin      | Marea Britanie             | 14,40  | 16,21 | 14,31 |      |
| 19  | 1     | Josefina Tapia Varas | Chile                      | 9,73   | 3,12  | 9,72  |      |
| 20  | 2     | Melissa Williams     | Africa de Sud              | 7,93   | 5,69  | 8,30  |      |

### Finala
| Loc | Skateboarder    | Țară                       | Run   | Run   | Run   | Note |
| Loc | Skateboarder    | Țară                       | 1     | 2     | 3     | Note |
| --- | --------------- | -------------------------- | ----- | ----- | ----- | ---- |
| 1   | Sakura Yosozumi | Japonia                    | 60,09 | 32,20 | 50,04 |      |
| 2   | Kokona Hiraki   | Japonia                    | 58,05 | 59,04 | 5,70  |      |
| 3   | Sky Brown       | Marea Britanie             | 47,53 | 47,37 | 56,47 |      |
| 4   | Misugu Okamoto  | Japonia                    | 20,68 | 53,58 | 51,99 |      |
| 5   | Poppy Olsen     | Australia                  | 35,20 | 46,04 | 39,28 |      |
| 6   | Bryce Wettstein | Statele Unite ale Americii | 44,50 | 17.96 | 16,21 |      |
| 7   | Dora Varella    | Brazilia                   | 40,42 | 6,18  | 38,54 |      |
| 8   | Yndiara Asp     | Brazilia                   | 37,34 | 7,14  | 7,04  |      |